# Scopula dysmorpha
Scopula dysmorpha là một loài bướm đêm trong họ Geometridae.